# Pieter Bulling
Pieter Bulling, né le 2 mars 1993 à Invercargill, est un coureur cycliste néo-zélandais. Spécialiste de la piste, il devient champion du monde de poursuite par équipes en 2015.

## Biographie
Pieter Bulling naît le 2 mars 1993 à Invercargill en Nouvelle-Zélande.
En 2015, il devient champion du monde de poursuite par équipes.

## Palmarès sur piste

### Jeux olympiques
- Rio 2016
  - 4e de la poursuite par équipes

### Championnats du monde
- Cali 2014
  -  Médaillé de bronze de la poursuite par équipes
- Saint-Quentin-en-Yvelines 2015
  -  Champion du monde de poursuite par équipes (avec Alex Frame, Dylan Kennett, Regan Gough et Marc Ryan)
- Londres 2016
  - 7e de la poursuite par équipes
  - 11e de l'américaine
- Hong Kong 2017
  -  Médaillé d'argent de la poursuite par équipes

### Coupe du monde
- 2014-2015
  - 2e de la poursuite par équipes à Londres
  - 2e de l'américaine à Londres
- 2015-2016 
  - 2e de la poursuite par équipes à Cambridge

### Jeux du Commonwealth
- Glasgow 2014
  -  Médaillé de bronze de la poursuite par équipes

### Championnats d'Océanie
- 2012
  -  Médaillé d'argent de la poursuite par équipes
  -  Médaillé d'argent du scratch
  -  Médaillé d'argent de l'omnium
- 2013
  -  Champion d'Océanie de poursuite par équipes (avec Aaron Gate, Dylan Kennett et Marc Ryan)
  -  Médaillé d'argent de l'américaine
  -  Médaillé de bronze de la course aux points
- 2014
  -  Médaillé d'argent de la poursuite par équipes

### Championnats d'Océanie juniors
- Adélaïde 2010
  -  Champion d'Océanie de la course aux points juniors

### Championnats de Nouvelle-Zélande
- 2016
  -  Champion de Nouvelle-Zélande de poursuite